# Мултон, Томас, 1-й барон Мултон из Эгремонта
Томас де Мултон (англ. Thomas de Multon; до 21 февраля 1276 — до 8 февраля 1322) — английский рыцарь, 1-й барон Мултон из Эгремонта с 1299 года.

## Биография
Томас де Мултон был старшим сыном Томаса де Мултона из Эгремонта и его жены Эмуан ле Ботелье. Он участвовал в шотландских походах, начиная с 6 февраля 1299 года его вызывали в парламент как лорда; поэтому он считается первым бароном Мултоном. Томас был женат на Элеаноре де Бург, дочери Ричарда де Бурга, 2-го графа Ольстера, и Маргарет. В этом браке родились:
- Джон;
- Джоан, жена Роберта Фицуолтера, 2-го барона Фицуолтера[3];
- Элизабет, жена Роберта Харингтона и Уолтера де Бермингема, мать Джона Харингтона, 2-го барона Харингтона;
- Маргарет, жена Ральфа де Дакра, 1-го барона Дакра[4][5].